# 学研北生駒駅
学研北生駒駅（がっけんきたいこまえき）は、奈良県生駒市上町にある近畿日本鉄道（近鉄）けいはんな線の駅。駅番号はC29。副駅名は奈良先端大学前。

## 歴史

### 年表
- 2005年（平成17年）1月：駅名が「学研北生駒」に決定される[1]。仮称は「北大和」であった[1]。
- 2006年（平成18年）3月27日：けいはんな線生駒 - 学研奈良登美ヶ丘間が開通し開業[2]。
- 2007年（平成19年）4月1日：PiTaPa使用開始[3]。

### 駅名の由来
当初、当駅の駅名は隣接する北大和住宅地や奈良交通北大和営業所により北大和駅となる予定であった。北大和とは当駅所在地一帯にかつて存在した大和国添下郡北倭村に由来する地名である。
しかし、当時の生駒市長中本幸一の強い希望により「北生駒駅」になり、また学研都市高山地区（高山サイエンスタウン）に近いことにより「学研」が冠されるなど水面下の駅名変更の経緯がある。

## 駅構造
相対式2面2線のホームを持つ高架駅である。改札・コンコースは1階、ホームは2階にある。改札口は1ヵ所のみ。トイレは改札内奥。また、ホームにはワンマン運転支援用のホームセンサーが設けられている。
生駒駅管理の有人駅で、PiTaPa・ICOCA対応の自動改札機および自動精算機（回数券カードおよびICカードのチャージに対応）が設置されている。 けいはんな線では長田駅経由のOsaka Metro連絡乗車券のほか、当駅から学研奈良登美ヶ丘寄りの各駅では自動券売機で生駒駅・大阪難波駅経由の阪神電鉄線連絡乗車券も購入できる。
駅舎は、視認性が高く、印象的になるように設計され、外壁はガラスとアルミを使い、三角形のデザインを繰り返しており軽快で、先端的なイメージを与えている。また、シンボリックな配色と円柱状の柱が特徴的である。 壁面がガラス張りのため開放感のある駅舎となっている。
改札内コンコースには高山の茶筅など生駒市の商工物産展示コーナーがある。
当駅が学研都市内にあり奈良先端科学技術大学院大学の最寄りであることから、駅舎の改札外には、人類の進化を描いたモザイクアートが施され、また改札の傍で同大学のPR動画が放映されている。

### のりば
| のりば | 路線           | 方向 | 行先                                               |
| ------ | -------------- | ---- | -------------------------------------------------- |
| 1      | C けいはんな線 | 下り | 学研奈良登美ヶ丘方面                               |
| 2      | C けいはんな線 | 上り | 生駒・長田・森ノ宮・本町・コスモスクエア・夢洲方面 |

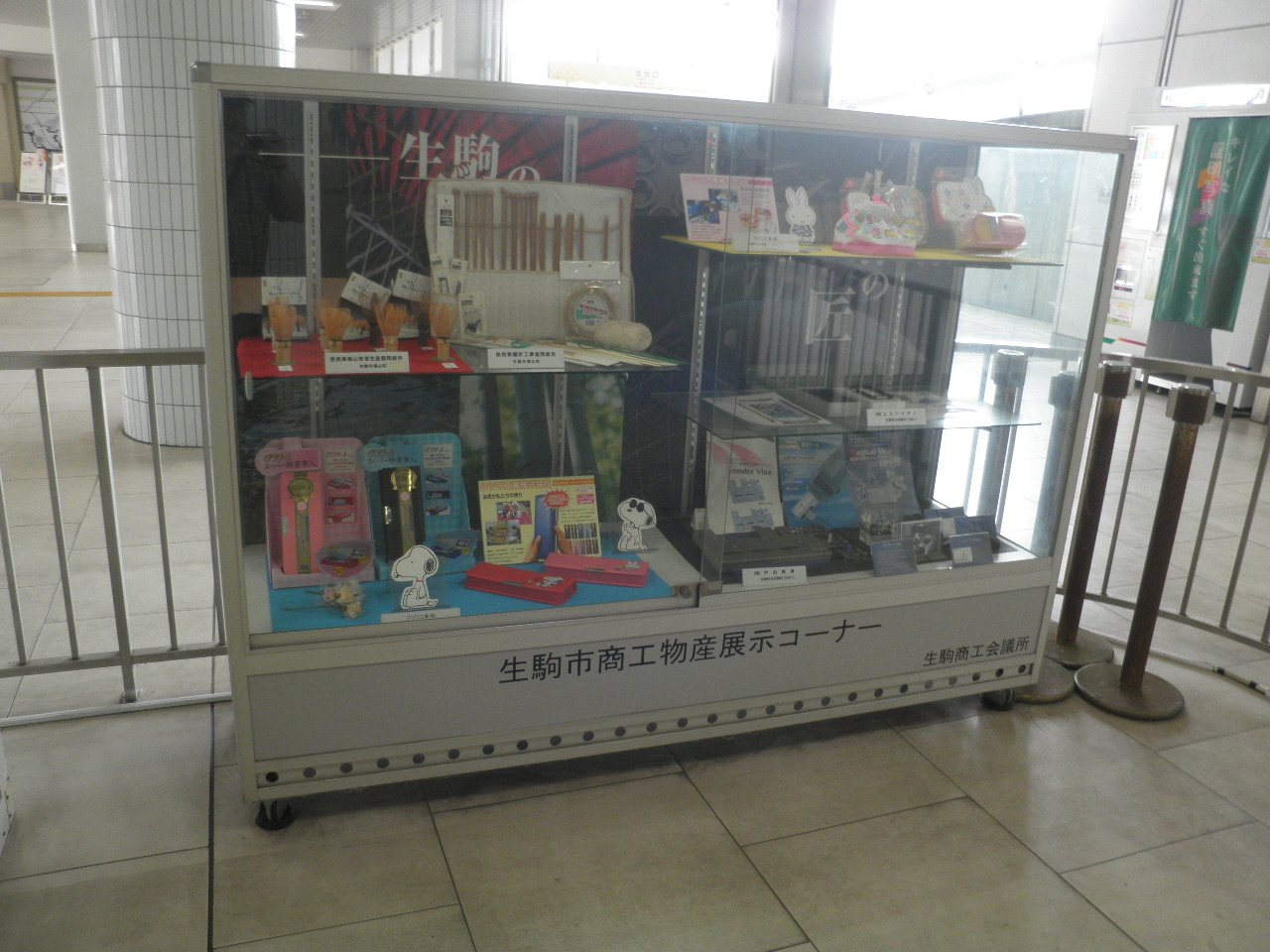
コンコースにある生駒市商工物産展示コーナー
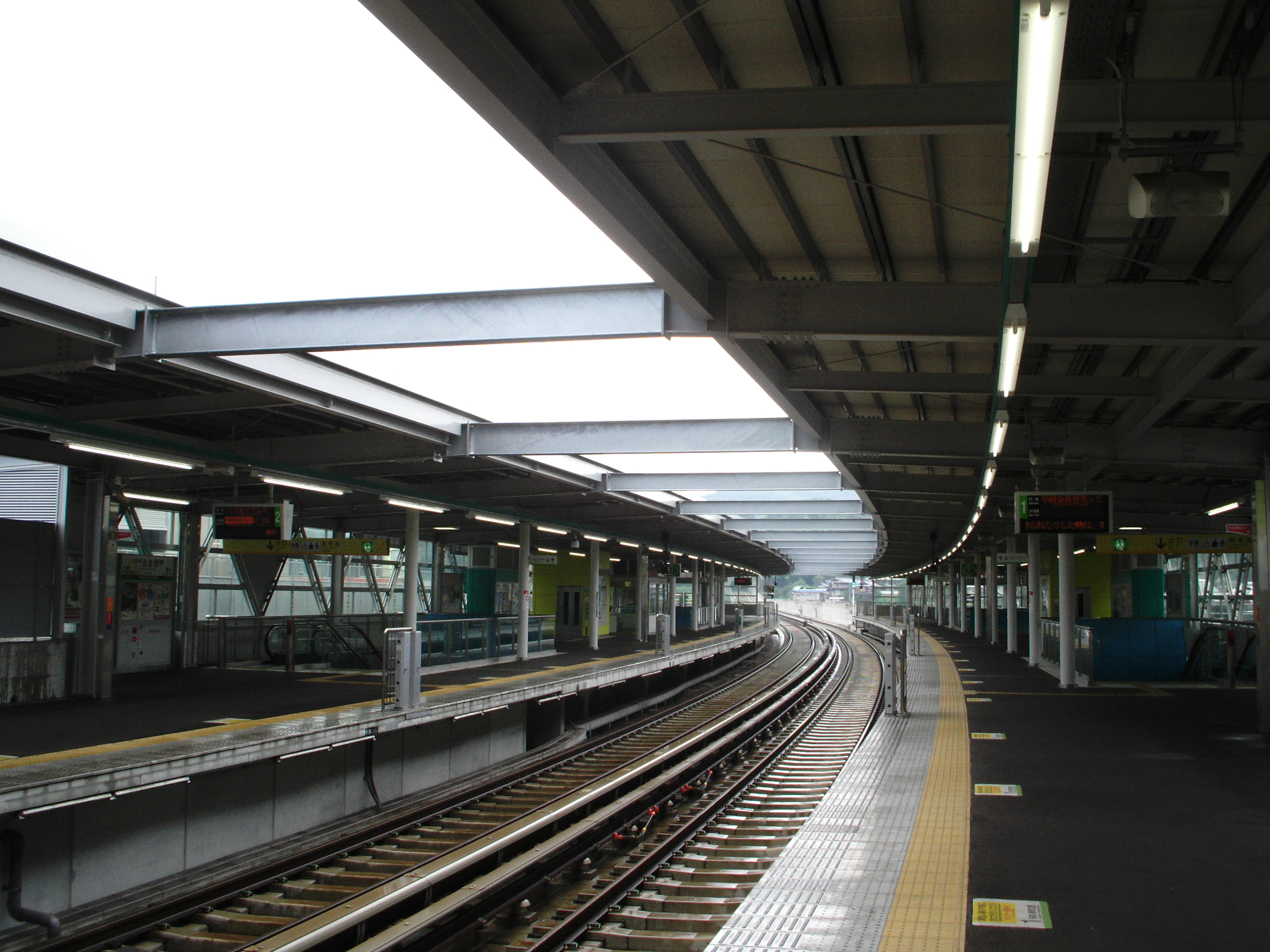
ホーム

## 当駅乗降人員
近年における特定日の当駅の1日乗降人員の調査結果は以下の通り。
- 2010年11月9日：5,842人[近鉄 1]
- 2012年11月13日：6,108人[近鉄 2]
- 2015年11月10日：6,150人[近鉄 3]
- 2018年11月13日：6,419人[近鉄 4]
- 2021年11月9日：5,463人[近鉄 5]
- 2022年11月8日：5,618人[近鉄 6]
- 2023年11月7日：5,848人[近鉄 7]

## 利用状況
開業以降の1日平均乗車人員は以下の通りである。
| 年度               | 1日平均 乗車人員 |
| ------------------ | ---------------- |
| 2005年（平成17年） | 5,464            |
| 2006年（平成18年） | 2,755            |
| 2007年（平成19年） | 3,188            |
| 2008年（平成20年） | 3,319            |
| 2009年（平成21年） | 3,266            |
| 2010年（平成22年） | 3,244            |
| 2011年（平成23年） | 3,270            |
| 2012年（平成24年） | 3,429            |
| 2013年（平成25年） | 3,468            |
| 2014年（平成26年） | 3,409            |
| 2015年（平成27年） | 3,379            |
| 2016年（平成28年） | 3,426            |
| 2017年（平成29年） | 3,452            |
| 2018年（平成30年） | 3,421            |
| 2019年（令和元年） | 3,508            |
| 2020年（令和02年） | 2,864            |
| 2021年（令和03年） | 3,012            |
| 2022年（令和04年） | 3,260            |

## 駅周辺

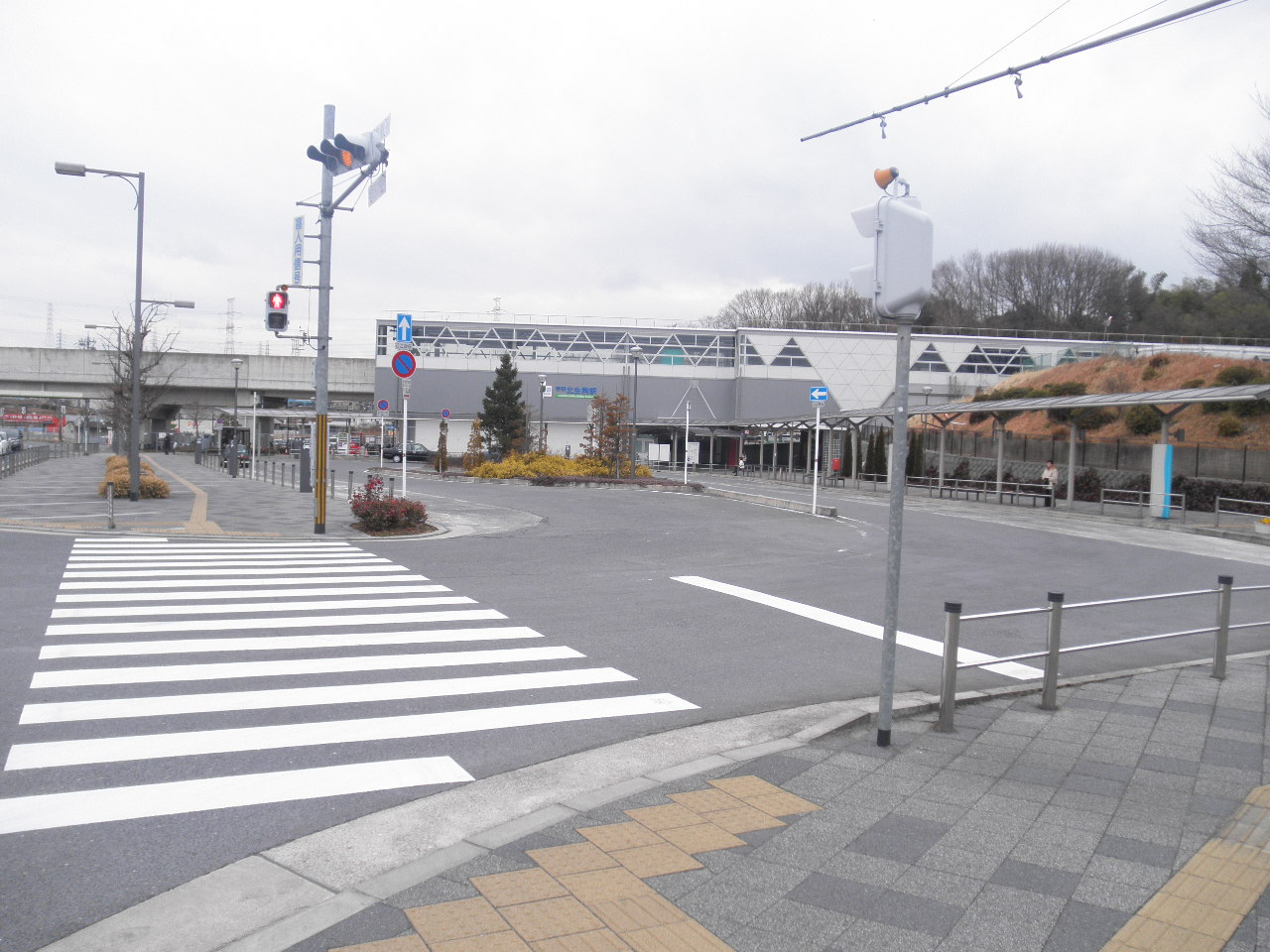
ロータリー

駅南口は駅開業前より、学園前駅を起点とした宅地開発が行われており、周辺には閑静な大規模住宅街が広がる。
駅北口は田畑や林が広がっていたが、近年富雄川沿いで商業施設などが立地した。また、市の北部地域の中心地としての開発計画が進んでいる。（後述）
- 奈良交通北大和営業所
- 関西文化学術研究都市高山地区
  - 駅の副名称にあたる奈良先端科学技術大学院大学のほか学術研究機関や民間企業の研究所等が立地する。
- 北大和住宅地
  - 北大和郵便局
  - 北大和スポーツ施設
  - 地区センター（商業等複合施設）
  - 生駒市消防署 北分署
  - 日本キリスト教改革派奈良教会
- 真弓住宅地
  - 生駒市立真弓小学校
  - 花のまちづくりセンターふろーらむ
- 真弓南住宅地
- 「金鵄発祥之處」碑（鵄山）
- 奈良県立奈良北高等学校
- 奈良県立国際高等学校
- 長弓寺
- 圓證寺
- ならやま大通り
  - スターバックス 北生駒ならやま大通り店（県道7号との交差点）
  - ベーカリーレストランサンマルク 奈良学園前店
- 富雄川
- 大阪府道・奈良県道7号枚方大和郡山線
  - 高山地区（うち富雄川沿い）
    - 高山竹林園
    - くろんど池
    - 高山八幡宮
    - 高山城址
    - 高山郵便局（奈良県）
    - 生駒市立生駒北小中学校
    - 生駒北スポーツセンター

  - 生駒市北コミュニティーセンターISTAはばたき
    - 生駒市図書館北分館

  - スーパーセンターオークワ生駒上町店
  - コメリパワー生駒店
  - 川端風太郎

### バス路線
1番のりば
- [急125][急135] 学園前駅 行き（急行、大渕橋経由）
- [126] 学園前駅 行き（大渕橋経由）
- [128][138] 学園前駅 行き（西登美ヶ丘五丁目・大渕橋経由）
- [急129] 学園前駅 行き（急行、北大和五丁目・中登美ヶ丘四丁目経由）
- [130] 学園前駅 行き（北大和五丁目・中登美ヶ丘四丁目経由）

2番のりば
- [134][急135][136][138] 高山サイエンスタウン 行き
- [151][152][153][155][156] 富雄駅 行き（出垣内・二名経由）
- [151] 高山学校前 行き（高山経由）（高山から自由乗降区間）(1日1本)
- [152] 庄田 行き（高山・高山学校前経由）（高山から自由乗降区間）
- [153][154][156][157] 傍示 行き（高山・高山学校前・庄田経由）（高山から自由乗降区間）
- [188] 生駒駅北口 行き（白庭台住宅・生駒台経由）
- [189] 生駒駅北口 行き（白庭台住宅・北条経由）

## 隣の駅
近畿日本鉄道
C けいはんな線
白庭台駅 (C28) - 学研北生駒駅 (C29) - 学研奈良登美ヶ丘駅 (C30)
- 括弧内は駅番号を示す。

## 開発計画
- 駅周辺開発[11]
  - 学研高山地区第2工区を背後に抱える「学研都市の玄関口」として、また生駒市の第6次総合計画においても、北部地域における「地域拠点」としてまちづくりを行うとされている。平成26年度の「学研北生駒駅中心地区まちづくり構想」では、主要道路沿いへの商業施設としての土地利用と駅南側の奈良交通北大和営業所の再開発を主として、リニア中央新幹線の奈良駅を生駒市学研高山地区へ誘致を含め検討がすすめられていた。その後スターバックスコーヒー、コメリパワーなどが立地した。
  - 令和2年7月7日に、上記の「学研北生駒駅中心地区まちづくり構想」を元に準備組織として学研北生駒駅北地区まちづくり協議会が設立され、基本構想図が公表された。構想図によれば、駅北部の現在主に駐車場として土地利用がなされている地域において、商業施設や住宅施設を含む集約的なまちづくりが構想されている。また、高山第二工区の開発計画においても、当再開発地域とを結ぶ道路を繋ぎ、駅と学研高山地区を結ぶ補完ルートの整備が計画されている。

- 高山第二工区の開発[12]
  - 関西文化学術研究都市の高山地区について、開発が停止していた高山第二工区について事業化が進められている。